# Kamnik
Kamnik (Duits: Stein in Krain) is een gemeente en een historische stad aan de voet van de Kamnik-Savinja-Alpen in Slovenië. De stadskern ligt ongeveer 24 km ten noorden van Ljubljana. De plaats telde 29.933 inwoners op 1 juli 2020.

## Gemeente
De gemeente ligt in het noorden van Midden Slovenië en heeft een oppervlakte van 265,6 km². Een groot deel van de Kamninische Alpen liggen op het grondgebied. In de stad vloeien de rivieren Nevljica en Kamniška Bistrica samen.

## Geschiedenis
Onder de Duitse benaming Stein in Oberkrain, werd de plaats voor het eerst vermeld in 1229 als bezit van de graven van Andechs. In de middeleeuwen was het een van de belangrijkste handelssteden in het hertogdom Krain. De stad bevond zich aan de belangrijkste weg tussen Ljubljana en Celje. Door de verplaatsing van de handelsstromen in de 16e eeuw, verloor Kamnik aan betekenis.
Na de aanleg van de spoorlijn Ljubljana-Kamnik in 1890, vestigde zich verschillende industriebedrijven in Kamnik.

## Huidige stad

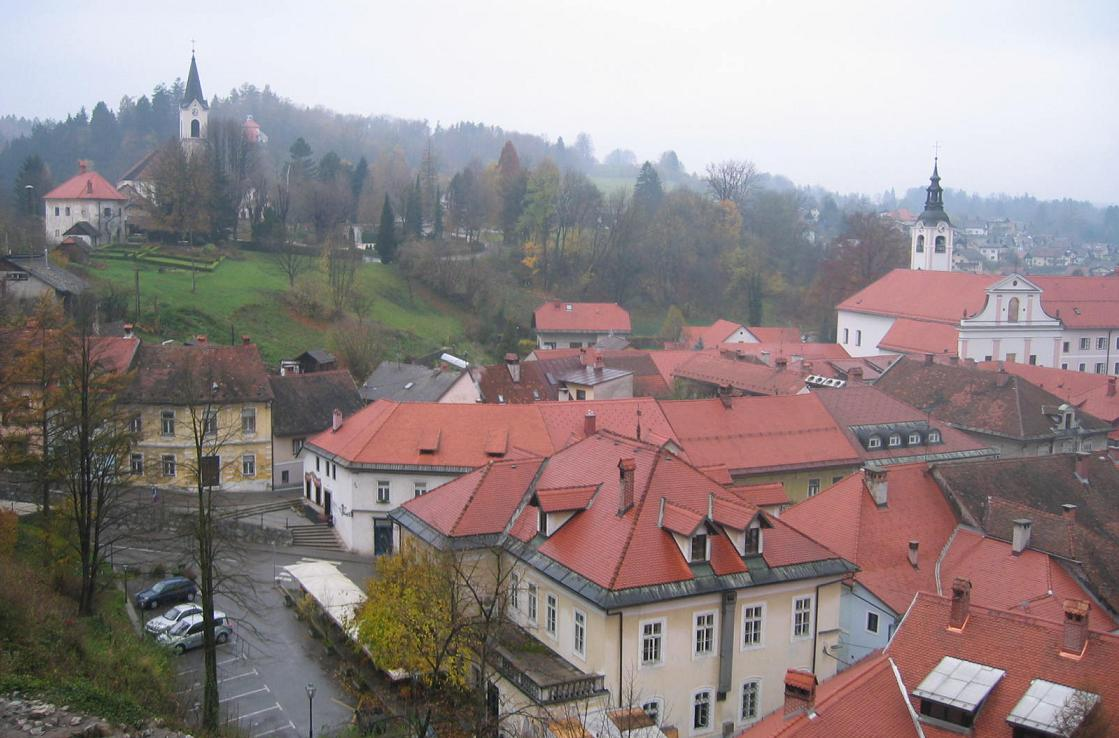
Stadscentrum

Het huidige Kamnik ontwikkelt zich als forensenstad van Ljubljana.
Kamnik is een van de oudste Sloveense steden en heeft een bewaard middeleeuws centrum. Historische gebouwen zijn onder anderen het kasteel Mali grad, de kasteelruïne Stari grad en het franciscanenklooster met een bibliotheek met ongeveer 10.000 boeken. In het kasteel Zaprice is het stadsmuseum gehuisvest.
Ten zuidoosten van de stad bevindt zich een Arboretum met enkele duizenden soorten bomen en planten.

## Plaatsen in de gemeente
Bela Peč, Bela, Bistričica, Brezje nad Kamnikom, Briše, Buč, Cirkuše v Tuhinju, Češnjice v Tuhinju, Črna pri Kamniku, Črni Vrh v Tuhinju, Gabrovnica, Godič, Golice, Gozd, Gradišče v Tuhinju, Hrib pri Kamniku, Hruševka, Jeranovo, Kališe, Kamnik, Kamniška Bistrica, Klemenčevo, Kostanj, Košiše, Kregarjevo, Krivčevo, Kršič, Laniše, Laseno, Laze v Tuhinju, Liplje, Loke v Tuhinju, Mali Hrib, Mali Rakitovec, Markovo, Mekinje, Motnik, Nevlje, Okrog pri Motniku, Okroglo, Oševek, Pirševo, Podbreg, Podgorje, Podhruška, Podjelše, Podlom, Podstudenec, Poljana, Poreber, Potok v Črni, Potok, Praproče v Tuhinju, Pšajnovica, Ravne pri Šmartnem, Rožično, Rudnik pri Radomljah, Sela pri Kamniku, Sidol, Smrečje v Črni, Snovik, Soteska, Sovinja Peč, Spodnje Palovče, Spodnje Stranje, Srednja vas pri Kamniku, Stahovica, Stara Sela, Stebljevek, Stolnik, Studenca, Šmarca, Šmartno v Tuhinju, Špitalič, Trebelno pri Palovčah, Trobelno, Tučna, Tunjice, Tunjiška Mlaka, Vaseno, Velika Lašna, Velika Planina, Veliki Hrib, Veliki Rakitovec, Vir pri Nevljah, Vodice nad Kamnikom, Volčji Potok, Vranja Peč, Vrhpolje pri Kamniku, Zagorica nad Kamnikom, Zajasovnik, Zakal, Zavrh pri Črnivcu, Zduša, Zgornje Palovče, Zgornje Stranje, Zgornji Motnik, Zgornji Tuhinj, Znojile, Žaga, Žubejevo, Županje Njive.

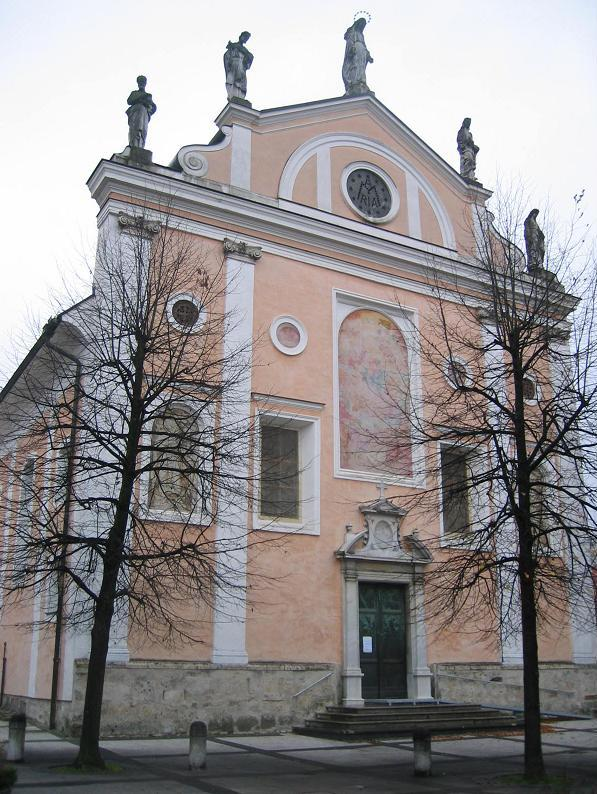
Marienkerk

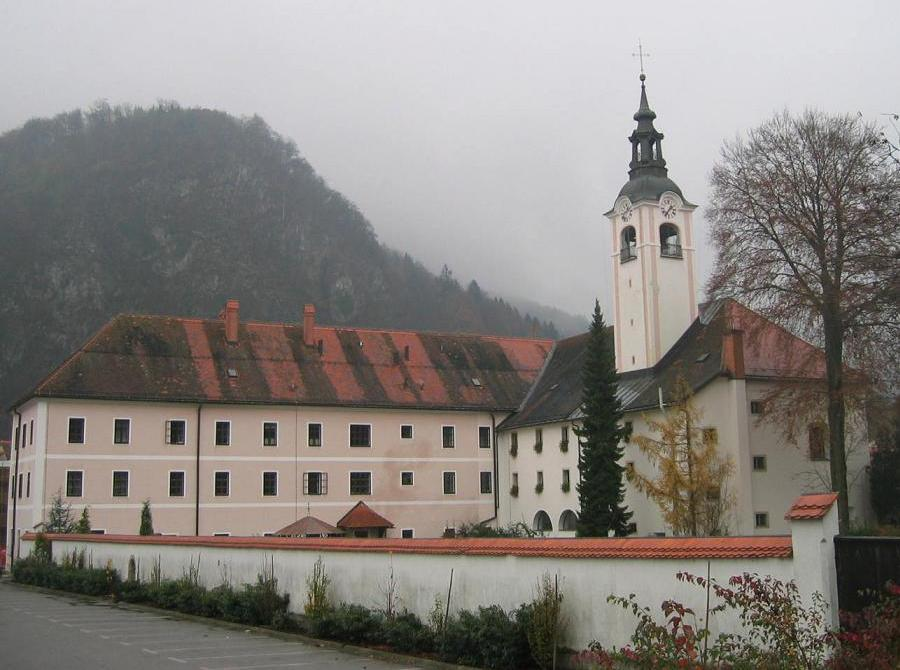
Franciscanenklooster

## Geboren in Kamnik
- Rudolf Maister, generaal en dichter
- Ivan Vavpotič, kunstschilder
- Jurij Japelj, schrijver